# جوزيف كلانسي
جوزيف 'جو' كلانسي (بالإنجليزية: Joseph "Joe" P. Clancy)‏ هو المدير الحالي الـ 24 لجهار 'الخدمة السرية في الولايات المتحدة'. كان يشغل سابقا منصب رئيس شعبة الحماية الرئاسية للوكالة حتى عام 2011، عندما تقاعد وأصبح مدير أمن لشركات كومكاست.